# Chřipkový virus A subtypu H1N1
Chřipkový virus A/H1N1 je virus, řazený jako podtyp viru chřipky A z čeledi orthomyxoviridae. Chřipka A je přenosná na člověka a způsobuje většinu sezónních chřipek. Typ H1N1 mimo jiné způsobuje i tzv. prasečí chřipku.
V červnu 2009 Světová zdravotnická organizace (WHO) vydala zprávu o pandemii, která se objevila na světě s nástupem prasečí chřipky.

## Virus
Kmeny virů chřipky jsou rozděleny podle strukturních typů dvou glykoproteinů, nacházejících se na povrchu jejich kapsidy. Těmito proteiny jsou:
- hemaglutinin (H)
- neuraminidáza (N)

Tyto proteiny obsahují všechny viry chřipky A. Jejich struktura se ovšem u každého kmene chřipky liší, a to díky rychlé genetické mutaci, u virů známé jako genetický drift.

## Mutace

Ilustrace genetického driftu u chřipkového viru.

Velmi snadno může nastat situace, kdy virus A/H1N1 geneticky zmutuje ve zcela jiný kmen viru. Největší obavy mohou být z mutace dvou virových kmenů a sice viru prasečí chřipky H1N1 a viru ptačí chřipky H5N1.

## Léky proti A/H1N1
Proti onemocnění způsobenému virem H1N1 se nejčastěji používá léčivá látka oseltamivir obsažená v léčivých přípravcích jako Relenza nebo Tamiflu.

## Doplňující elektronogramy

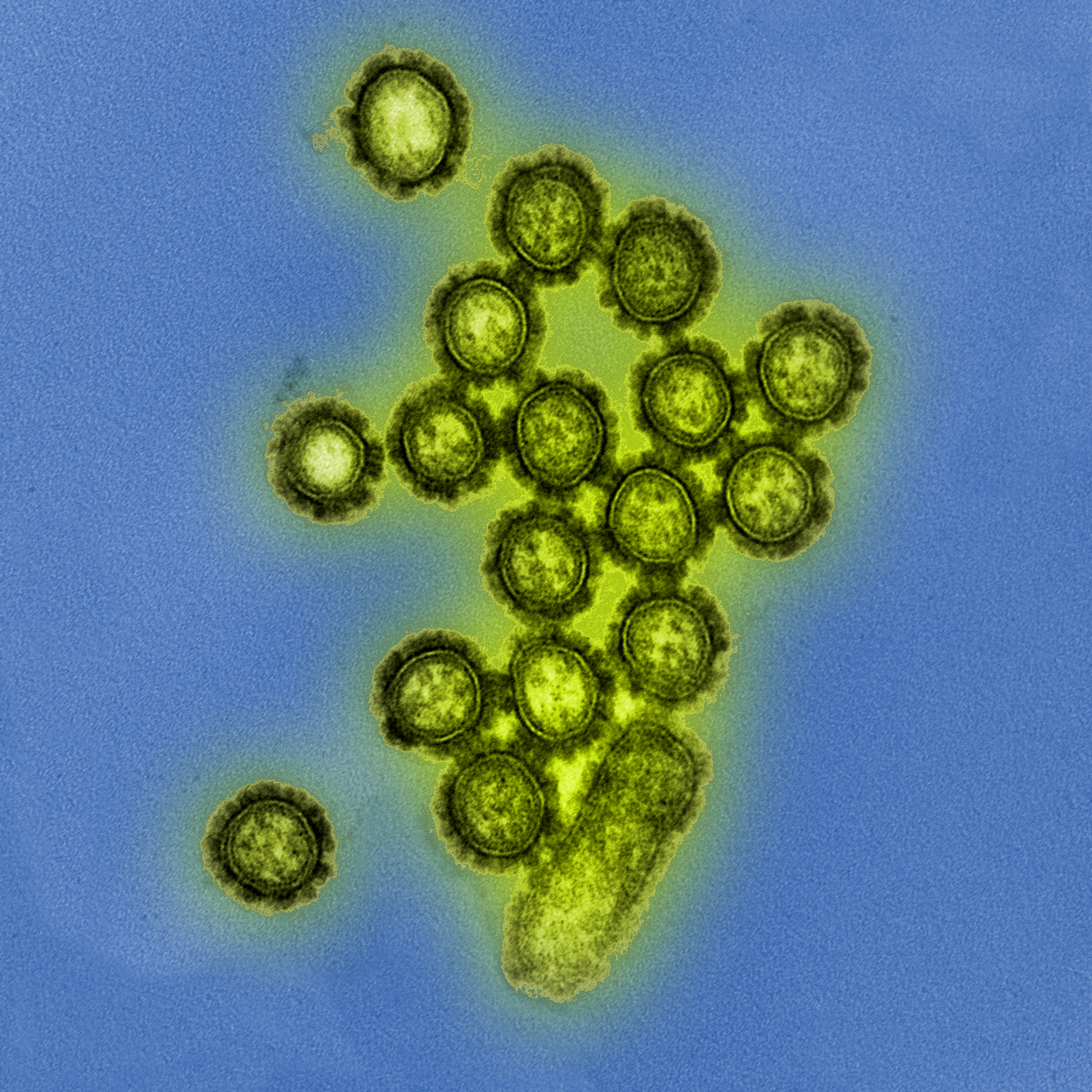
Kolorovaný transmisní elektronogram virových částic H1N1 s povrchovými proteiny v černé barvě
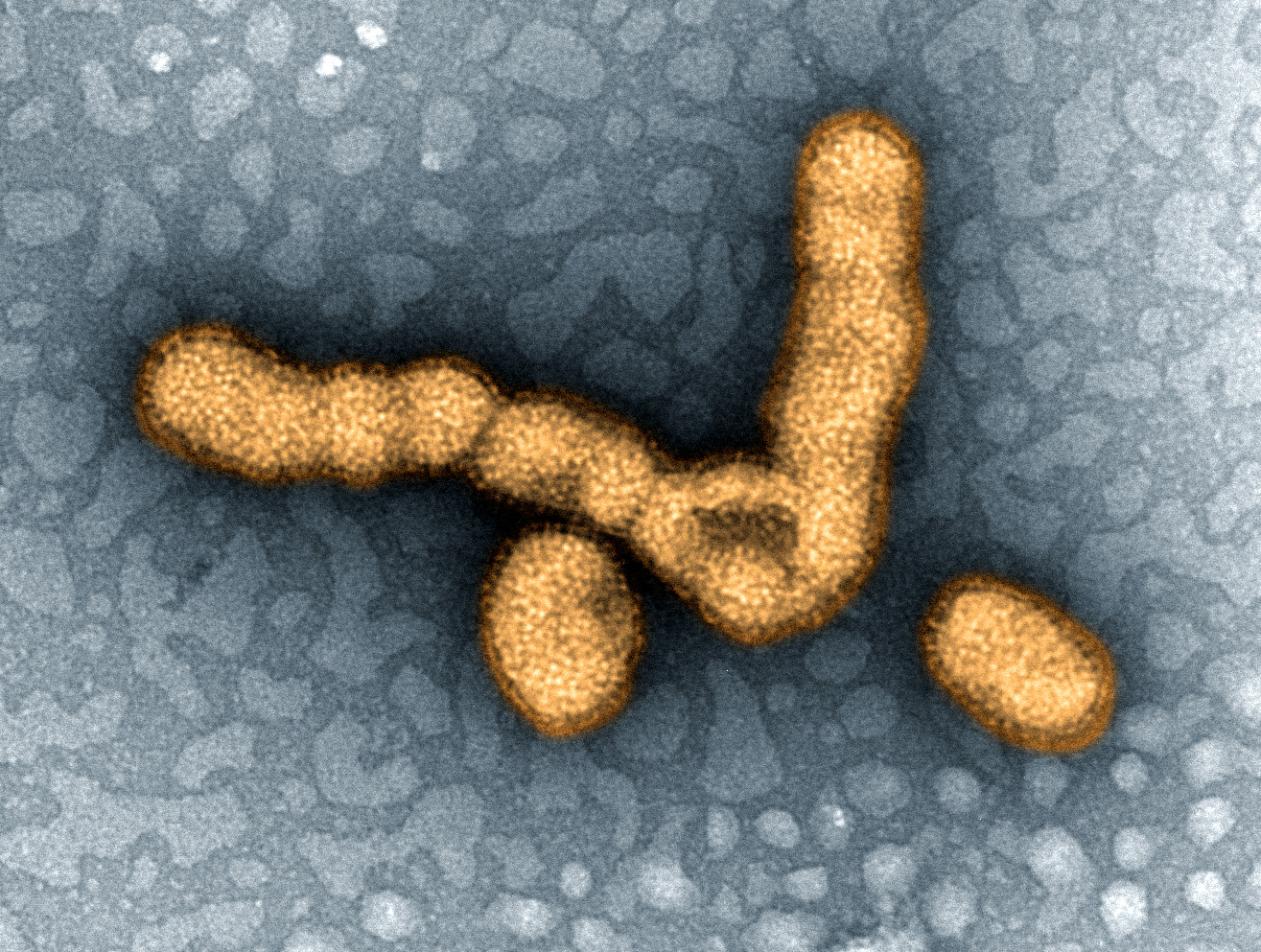
Kolorovaný transmisní elektronogram s virovými částicemi H1N1